# 住所証明情報
住所証明情報（じゅうしょしょうめいじょうほう）とは、日本において、不動産登記を申請する際の添付情報の一つである。登記識別情報などと異なり、条文ではなく不動産登記令別表において具体的な事例ごとに添付根拠が定められているほか、実例が根拠となっている場合もある。

## 略語ついて
説明の便宜上、次の通り略語を用いる。
法
不動産登記法（平成16年6月18日法律第123号）
令
不動産登記令（平成16年12月1日政令第379号）
規則
不動産登記規則（平成17年2月18日法務省令第18号）

## 添付

### 添付の趣旨
所有権に関する登記については、主に新たに所有権登記名義人が登場する場合において虚無人名義の登記を防止する目的で添付する。その理由として、1.不動産の正確な現況を公示して取引の安全を図るとともに、2.固定資産税の徴収を確実にするため、などが挙げられる。固定資産税は不動産の所有者に対して課税されるが、その所有者の判断基準の一つに登記簿がある（地方税法343条1項・2項）からである。

### 添付すべき場合
- 根拠が法令であるもの
  - 表題部所有者の住所についての変更登記又は更正登記（令別表1項添付情報）
  - 表題部所有者についての更正登記（令別表2項添付情報ロ）
  - 表題登記（令別表4項添付情報ニ、令別表12項添付情報ニ）
  - 合体による登記等（令別表13項添付情報ニ）
  - 共用部分である旨の規約などの廃止に基づく建物の表題登記（不動産登記法58条6項・7項、同令別表21項添付情報ハ）
  - 登記名義人の住所ついての変更登記又は更正登記（同令別表23項添付情報）
    - この場合、住所を証する情報は登記原因証明情報として扱われる（法務局、登記名義人住所変更登記申請書、別紙・本人申請の場合及び注7参照）。登記名義人表示変更登記も参照。

  - 所有権保存登記（同令別表28項添付情報ニ、同29項添付情報ハ）
  - 所有権移転登記（同令別表30項添付情報ロ）
  - 抵当証券が発行されている抵当権についての債務者の住所変更・更正登記で、不動産登記法64条2項の規定により債務者が単独で申請するもの（同令別表24項添付情報）
- 根拠が先例であるもの
  - 共有物分割における持分移転登記（1957年〈昭和32年〉5月10日民甲917号回答）、確定判決による所有権移転登記（1962年〈昭和37年〉7月28日民甲2116号通達）、官公署を登記義務者とする所有権移転登記を嘱託でする場合（1957年〈昭和32年〉5月6日民甲879号通達）などがある。
    - これらは添付不要に思えるが、先例により原則どおり添付すべきであるとされたものである。
- その他
  - 新たに所有権登記名義人が登場する所有権更正登記については、添付が必要である（登記研究391-110頁、登記インターネット68-182頁）。具体例としては、Aへの所有権移転登記をA・Bへの移転登記に更正する場合などである。

### 添付不要の場合
- 根拠が先例であるもの
  - 所有権移転登記の仮登記（1957年〈昭和32年〉5月6日民甲879号通達）、未登記不動産につき処分の制限の登記の嘱託があった場合に登記官が職権でする所有権保存登記（1957年〈昭和32年〉7月27日民甲1430号通達）などがある。
- その他
  - #添付すべき場合の「その他」の反対解釈として、新たに登記名義人が登場しない所有権更正登記については、添付は不要である。具体的には、A・Bへの所有権移転登記をAへの移転登記に更正する場合や、移転する持分のみを更正する場合などである。

### 住民票コードによる代替
- 概要
  - 住所を証する情報を提供すべき場合において、法務省令で定める情報を提供したときは、原則として当該住所を証する情報の提供は不要である（不動産登記令9条）。法務省令で定める情報とは、住民票コードである（不動産登記規則36条4項、住民基本台帳法7条13号）。
- 記載方法
  - 記載方法は、住所の後に（住民票コード何々）と記載すればよい（法務局、売買による所有権移転登記申請書、別紙1参照）。

## 具体例

### 住所証明書
自然人の場合住民票の写し、法人の場合登記事項証明書が原則である（1957年〈昭和32年〉3月27日民甲615号通達）。その他、在外日本人については在留証明書又は外国公証人の証明書（1958年〈昭和33年〉1月22日民甲205号回答）、認可地縁団体については地縁団体証明書（地方自治法260条の2第12項・10項及び地方自治法施行規則21条・19条、1991年（平成3年〉4月2日民三2245号回答）が該当する。

### 代替物
印鑑証明書（1957年〈昭和32年〉5月9日民三518号回答）や戸籍の附票（登記研究190-73頁）も住所証明情報として使用できる。一方、戸籍謄本は使用できない（1957年〈昭和32年〉5月10日民甲916号通達）。

## 電子申請の特則
電子申請の申請人が、不動産登記規則43条1項1号の電子証明書（電子署名に係る地方公共団体の認証業務に関する法律3条1項の規定に基づき作成された電子証明書、いわゆる公的個人認証サービスに係る電子証明書）を提供したときは、当該電子証明書の提供をもって当該申請人の現在の住所を証する情報の提供に代えることができる（不動産登記規則44条1項）。